# Košava
La Košava (in serbo: Кошава) è un vento molto potente e freddo che soffia dai Carpazi.
Colpisce in genere la Serbia e in particolare la città di Belgrado.
In inverno può far sì che la temperatura si abbassi oltre, nei casi più estremi, i -20. In estate è fresco e carico di polvere. Ha andamento diverso durante le ore del giorno con maggiore intensità tra le 5 e le 10 del mattino.
Questo vento ha origine dalla contemporanea presenza di una zona di bassa pressione sul Mare Adriatico e di un'alta pressione nella Russia meridionale.